# Taʻovala

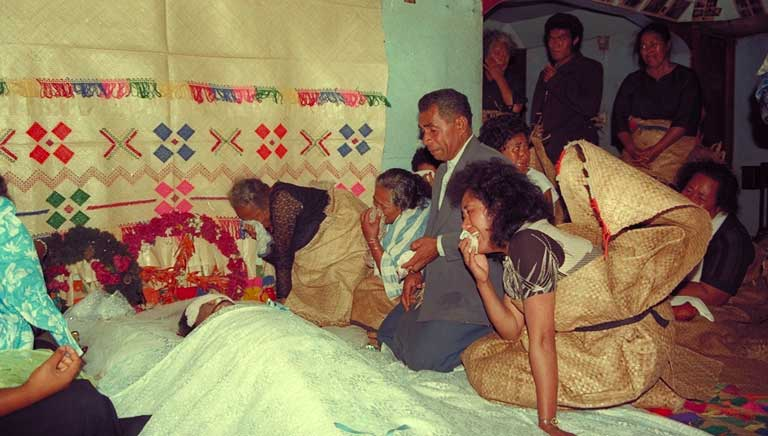
Verschiedene taʻovala für Beerdigungen.

Taʻovala ist die Bezeichnung für eine Form der zeremoniellen Kleidung in Tonga, wobei eine Matte um die Hüfte gebunden wird. Die Kleidung wird von Männern wie Frauen vor allem bei formellen Anlässen getragen. Die ta’ovala findet auch auf den Lau-Inseln Verwendung, da die Region stark von der Kultur von Tongan beeinflusst ist.

## Ursprünge
Eine Legende erzählt, dass eine Gruppe von Tonganern mit dem Boot beim Tuʻi Tonga anlangte. Die Überfahrt war rau und ihre Kleider, oder was davon übrig war, waren nicht mehr angemessen. Daher zerschnitten sie die Segel ihres Boots und wickelten sich darin ein. Die polynesischen Segel bestehen nämlich aus Bastmatten. Der König war so erfreut über das Opfer, das sie gebracht hatten mit ihrem kostbaren Segel, dass er befahl, diese Kleidung in Zukunft als Hof-Kleidung zu verwenden. Die tongaische Hüft-Matte teilt möglicherweise einen gemeinsamen Ursprung oder eine gemeinsame Idee mit dem samoanischen „valatau“ oder „vala“-Hüftband, welches oft von Rednern getragen wird und von Häuptlingssöhnen („manaia“) und -töchtern („taupou“) bei festlichen Anlässen und Ritualen.
Königin Salote Tupou III. ordnete an, dass die ta’ovala Teil der Uniform der Beamten sein solle. Daher ist die ta’ovala bei Männern in Tonga weit verbreitet. Bei Frauen ist sie etwas weniger verbreitet, da diese die kiekie bevorzugen.

## Gestalt
Die normale ta’ovala zum täglichen Gebrauch ist eine kurze Matte, die die Oberschenkel halb bedeckt. Sie wird mit einer Kordel (kafa), die oft aus Kokosfaser (coir) oder menschlichen Haaren eines verstorbenen Angehörigen gefertigt ist, um die Hüfte gebunden. Die ta’ovala für festliche Anlässe, wie zur Hochzeit, ist viel Größer und oft aufwändig dekoriert. Für Beerdigungen wird eine große, grobe Matte verwendet. Wenn der Träger einen niedrigeren Rang als der Verstorbene Begleitete, wird eine alte, abgenutzte Matte verwandt. Je älter und abgenutzter sie ist, desto besser. Diese speziellen Kleidungsstücke werden als wertvolle Erbstücke weitergegeben.
Die ta’ovala sind auch Teil der koloa, der traditionellen Handarbeiten der Frauen. Jede Frau sollte die Herstellung beherrschen. Wenn Mädchen dies nicht in der Familie lernen, erhalten sie Unterricht in den Schulen. In neuerer Zeit gibt es auch Frauen, die sich auf die Handarbeit spezialisiert haben und auf dem Markt ihre Produkte verkaufen.

## Stoffe
Ta’ovala können aus unterschiedlichen Materialien bestehen:
- Streifen aus Pandanus-Blättern, die gewöhnlich nicht gefärbt werden. Gelegentlich werden schwarze Streifen eingezogen und selten sind die ganzen ta’ovala schwarz. Die Streifen können grob sein (ca. 15 mm für Beerdigunsgewänder) oder fein (nur wenige Millimeter, wie für die ta’ovala loukeha, die zur Audienz beim König getragen werden). Matten werden immer von Hand gewoben. Besonders die feinen Matten sind daher kostbar und teuer. Die ältesten und wertvollsten Matten werden aufbewahrt und von der königlichen Familie von Tonga zu festlichen Anlässen getragen.
- Streifen von Hibiskus-Bastfasern, so genannte fau. Dieses Material wird genau wie die Pandanusblätter verwandt, es ist allerdings nicht so grob und kann in zahlreichen Mustern gewoben werden, was schneller ist, als sie zu flechten. Die meisten ta’ovala von 'Civil Servants' werden auf diese Weise hergestellt.
- Plastik bietet moderne Varianten. Gerne werden alte Mehlsäcke verwendet, was eine schnelle alternative darstellt.

## Geschichte
Vor der Begegnung mit der westlichen Kultur trugen die Männer nur einen Fransenrock aus einheimischen Materialien in einer Länge von 60 bis 80 cm. Frauen kleideten sich traditionell trugen zwei Matten in einer Größe von jeweils etwa einem Quadratmeter (yard), aus einer Kombination von Pandanus und Hibiskus, die um die Hüfte gegürtet wurden. Kinder waren gewöhnlich nackt. Christliche Missionare, die ab dem späten 19. Jahrhundert ankamen, beeinflussten stark die Vorstellung von Scham.